# رودريغو نيستور
رودريغو نيستور هو لاعب كرة قدم برازيلي في مركز الوسط، ولد في 9 أغسطس 2000 في ساو باولو في البرازيل. لعب مع نادي ساو باولو.

## وصلات خارجية
- رودريغو نيستور على موقع قاعدة بيانات كرة القدم.إي يو (الإنجليزية)
- رودريغو نيستور على موقع Soccerway.com (الإنجليزية)